# Metropolia Martyniki
Metropolia Martyniki – metropolia Kościoła rzymskokatolickiego obejmująca trzy terytoria zależne Francji na półkuli zachodniej: Martynikę, Gwadelupę i Gujanę Francuską. Każde z nich posiada własną diecezję, zaś rolę metropolity wypełnia arcybiskup Fort-de-France na Martynice. Od 2015 urząd ten sprawuje abp David Macaire. Metropolia istnieje od 1967 roku. Wcześniej jej diecezje wchodziły w skład metropolii Bordeaux. 

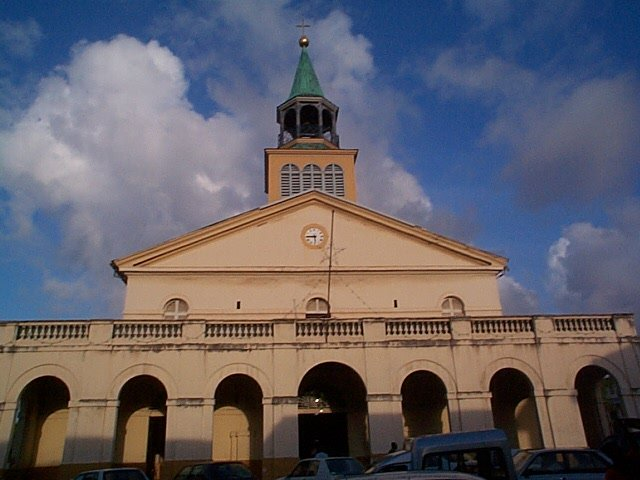
Katedra Świętego Zbawiciela w Kajennie, najważniejsza świątynia Gujany Francuskiej

## Podział administracyjny
- Archidiecezja Fort-de-France
- Diecezja Basse-Terre
- Diecezja Kajenna